# Rodrigo Araque
Araque  Lorente est un nom espagnol. Le premier nom de famille, en général paternel, est Araque ; le second, en général maternel, souvent omis, est Lorente.
Rodrigo Araque Lorente,, né le 2 mai 1991 à Valladolid (Castille-et-León), est un coureur cycliste espagnol.

## Biographie
Rodrigo Araque est originaire de Valladolid, en Castille-et-León. Très tôt intéressé par le cyclisme, il prend sa première licence à l'âge de six ans au Club Ciclista Laguna. Il court dans cette formation jusque dans les rangs cadets (moins de 17 ans). 
En 2013, il s'impose sur une étape du Tour de Zamora chez les amateurs. L'année suivante, il devient champion régional sur route. Il passe ensuite professionnel en 2016 au sein de l'équipe continentale Ukyo, basée au Japon,. Lors de la saison 2017, il obtient son premier résultat notable en terminant quatrième du Tour de Taïwan, remporté par son coéquipier Benjamín Prades. 
En octobre 2018, il se classe neuvième du Tour de Hainan en Chine. Sans proposition convaincante, il met un terme à sa carrière en 2019[réf. nécessaire].

## Palmarès et résultats

### Palmarès par année
- 2013
  - 4e étape du Tour de Zamora
- 2014
  - Champion de Castille-et-León sur route
- 2015
  - Gran Premio San Roque
  - 3e du Gran Premio San José

### Classements mondiaux
| Année                                 | 2016  | 2017 | 2018  | 2019  |
| ------------------------------------- | ----- | ---- | ----- | ----- |
| Classement mondial                    | 2292e | 973e | 2946e | 1355e |
| UCI Europe Tour                       | nc    | nc   | nc    | 928e  |
| UCI Asia Tour                         | 472e  | 132e | 653e  |       |
|                                       |       |      |       |       |
| Légende : nc = non classéSource : UCI |       |      |       |       |